# Modelo global de dados
O modelo global de dados (MGD) é um modelo de dados e processos em alto nível e tem como objetivo mapear as informações armazenadas nos sistemas do Governo Federal
Este modelo foi adotado pela e-Ping e definido como a Arquitetura de Interoperabilidade para Integração de Dados e Processos, possibilitando o compartilhamento e o reuso de informações nas soluções atuais e em desenvolvimento na Administração Pública Federal.
Para adoção do pradrão Modelo Global de Dados estão disponíveis sem custo, no site https://web.archive.org/web/20120810205441/http://modeloglobaldados.serpro.gov.br/modelo-global-de-dados, as metodologias e notações, conteúdo para capacitação e modelo de governança e gestão, garantindo a integridade e qualidade de suas informações durante sua evolução.

## Contextualização
Em meados de 2009, foi criado o Comitê Interministerial do Macroprocesso de Planejamento, Orçamento e Finanças (MPOF) formado pelo Ministério do Planejamento, Orçamento e Gestão - MPOG, Ministério da Fazenda - MF e Serviço Federal de Processamento de Dados - SERPRO. Esse comitê foi responsável por identificar melhorias na atual forma de realização das atividades e no planejamento de programas e ações de Governo.
O padrão Modelo Global de Dados (MGD) surgiu da necessidade de identificar e integrar as informações entre os sistemas de informações do Governo Federal. A elaboração de um mapa integrado e dinâmico  de dados formado pelos diversos sistemas de informações que compõem os Sistemas de Gestão Administrativa (SGA). Estes são responsáveis por um processo de gestão governamental como: acompanhamento dos programas e ações do Governo, administração financeira e contábil, compras e contratações, elaboração e acompanhamento do orçamento, dentre outros.

## Sistemas Estruturantes
Atualmente, o MGD conta com as informações dos sistemas estruturantes de governo geridas pelo Ministério de Planejamento Orçamento e Gestão -   MPOG tais como: 
- Sistema Integrado de Administração de Recursos Humanos - SIAPE;
- Sistema Integrado de Administração de Serviços Gerais - SIASG;
- Sistema de Informações Organizacionais do Governo Federal - SIORG;
- Sistema Integrado de Administração Patrimonial - SIAPA;
- Sistema Integrado de Dados Orçamentários - SIDOR, dentre outros.

Já os sistemas geridos pela Secretaria do Tesouro Nacional –  STN  do Ministério da Fazenda - MF tem-se: 
- Sistema Integrado de Administração Financeira do Governo Federal - Siafi;
- Operações Oficiais de Crédito – O2C;
- Haveres da União, dentre outros.

## Falta de Integração entre Sistemas
Devido aos sistemas terem sido desenvolvidos em épocas diferentes, com  plataformas e tecnologias distintas a integração entre esses sistemas não ocorrem e assim cada um opera isoladamente. Caso esses sistemas fossem interoperáveis, ou seja, se comunicassem a gestão administrativa do Governo Federal seria mais eficiente, ampliando o entendimento e possibilitando um melhor controle das informações geradas e tratadas por estes.
O MGD busca solucionar o problema da falta de integração de dados e processos, identificando as ações necessárias para a integração, modernização e o desenvolvimento de soluções que suportem a tomada de decisão. É utilizado como referência para a manutenção, atualização dos sistemas legados e o desenvolvimento de novas versões dos Sistemas de Gestão Administrativa.

## Metodologia
O MGD realiza o mapeamento dos dados levantados, registrando as informações relevantes ao negócio e conta com sua estrutura, semântica e os processos que tratam desses dados. Com isso permite-se identificar o dono da informação, verificando em qual processo a informação é criada e em quais processos esta é consumida ou alterada oferecendo insumos importantes para o rastreamento da vida do dado.
Essa metodologia aborda as seguintes visões: 
- Visão de dados: Apresenta um mapa com as principais entidades de negócio onde estão guardadas as estruturas e as descrições.
- Visão de negócio: Mapeia os processos de negócio verificando quando cada informação é criada  ou consumida.
- Visão integrada de processos: Verifica-se onde um processo impacta no seguinte e quais processos podem ser integrados.